# Eijsden-Margraten
Eijsden-Margraten (limburgisch Èèsjde-Mergraote) ist der Name einer neuen niederländischen Gemeinde, die mit Wirkung vom 1. Januar 2011 durch den Zusammenschluss der bisherigen Gemeinden Eijsden und Margraten, beide in der Provinz Limburg, entstanden ist. Die neue Gemeinde hat 26.180 Einwohner (Stand 1. Januar 2025) auf einer Fläche von 78,77 km². Die Gemeinde Maastricht war lange gegen den Zusammenschluss, weil sie sich selbst um beide oder zumindest eine der beiden Gemeinden vergrößern wollte.
Eijsden-Margraten gehört einerseits zum Limburger Hügelland und andererseits zum Maastal. Im Westen bildet die Maas die Gemeindegrenze. Im Südwesten und Süden grenzt die neue Gemeinde an das belgische Staatsgebiet. Am 1. Januar 1978 wurde die Staatsgrenze zu Belgien im Bereich der Maas begradigt.

## Politik

### Sitzverteilung im Gemeinderat
Am 24. November 2010 fanden in Eijsden und Margraten erstmals eine Kommunalwahl für den neuen Gemeinderat statt. Dabei wurden 19 Sitze gewählt, seit 2014 hingegen umfasst der Rat 21 Sitze. Seit der Gemeindegründung wird der Gemeinderat folgendermaßen gebildet:
| Partei                                 | Sitze | Sitze | Sitze | Sitze |
| Partei                                 | 2010  | 2014  | 2018  | 2022  |
| -------------------------------------- | ----- | ----- | ----- | ----- |
| CDA                                    | 7     | 8     | 8     | 6     |
| Eijsden-Margraten Lokaal a             | –     | –     | 7     | 6     |
| PROgressief Eijsden-Margraten b        | –     | –     | –     | 4     |
| VVD                                    | 2     | 2     | 2     | 3     |
| Open Democratisch Eerlijk              | –     | –     | –     | 2     |
| GroenLinks b                           | 3     | 1     | 2     | –     |
| PvdA b                                 | 3     | 3     | 1     | –     |
| D66 b                                  | 3     | 1     | 1     | –     |
| Partij Groot Eijsden-Margraten a c     | 3     | 3     | –     | –     |
| Samenwerkingsverband Margraten a       | 3     | 3     | –     | –     |
| Progressief Liberaal Eijsden-Margraten | 1     | 0     | –     | –     |
| TROTS                                  | 0     | –     | –     | –     |
| Gesamt                                 | 19    | 21    | 21    | 21    |

Anmerkungen

### Kollegium von Bürgermeister und Beigeordneten
Folgende Personen gehören zum Kollegium und sind in folgenden Bereichen zuständig:
| Funktion           | Name              | Partei                   | Ressort | Anmerkung                     |
| ------------------ | ----------------- | ------------------------ | --- | ----------------------------- |
| Bürgermeister      | Alain Krijnen     | parteilos                | öffentliche Ordnung und Sicherheit, Überwachung und Vollstreckung, interkommunale und regionale Zusammenarbeit, Kommunikation und Vermarktung, Organisationsentwicklung, Qualität und Kontrolle, Bürger- und Obrigkeitspartizipation, allgemein juristische Angelegenheiten, Unterbringung der Statusträger | seit dem 23. März 2023 im Amt |
| Beigeordnete       | Jos Custers       | CDA                      | öffentlicher Raum: öffentliche Arbeit, Infrastruktur und Kanalisation, Wasserverwaltung; Immobilien und Grundprobleme; Verkehr und Transport; Finanzen: Einkauf und Submissionspolitik; Geschäftsführung: Facilitymanagement; Personal-Angelegenheiten, Dienstleistung                                      | —                             |
| Beigeordnete       | Wiel Dreessen     | Eijsden-Margraten Lokaal | Raumplanung, Wohnungswesen, Genehmigungen, Umwelt, Denkmäler, Nachhaltigkeit | —                             |
| Beigeordnete       | Gerry Jacobs      | CDA                      | Erholung und Tourismus: Veranstaltungen; wirtschaftliche Angelegenheiten: Handel, Gewerbegebiete, Märkte; immaterielles Kulturerbe, Natur, Landschaft und Wasser (Letzteres betrifft die Seen sowie die Maas und Landschaftsarchitektur): LOP-Projekte, Natur und Landschaftsentwicklung                    | —                             |
| Beigeordnete       | Chris Piatek      | Eijsden-Margraten Lokaal | soziale Domäne: gesellschaftliche Angelegenheiten, Sozialhilfegesetz, Jugend; Wohl: Subventionspolitik, Kunst und Kultur, Bibliotheken; Volksgesundheit; Sport und Bewegung; Bildung; Arbeitsmarkt; Zielgruppen-Transport                                                                                   | —                             |
| Gemeindesekretärin | Mathea Severeijns | —                        | — | seit Februar 2015 im Amt      |

#### Bürgermeister
Ab dem 1. Januar 2011 war zunächst Jean Bronckers (CDA), bis dahin amtierender Bürgermeister von Margraten, der kommissarische Bürgermeister der neuen Gemeinde Eijsden-Margraten. Noch im gleichen Jahr übernahm Dieudonné Akkermans (CDA) das Amt des Bürgermeisters und ersetzte somit Jean Bronckers. Zwischen dem 11. Mai 2021 und dem 23. März 2023 war Sjraar Cox (PvdA) kommissarisch Bürgermeister von Eijsden-Margraten. Alain Krijnen (parteilos) wurde dessen Nachfolger und nahm seine Arbeit am 23. März 2023 auf.

#### Beigeordnete
Die Koalition besteht für den Zeitraum von 2018 bis 2022 aus den Parteien CDA und Eijsden-Margraten Lokaal. Sie stellen dem Kollegium jeweils zwei Beigeordnete bereit. Diese wurden im Rahmen einer Ratssitzung am 29. Mai 2018 berufen.